# Transformatiemodel

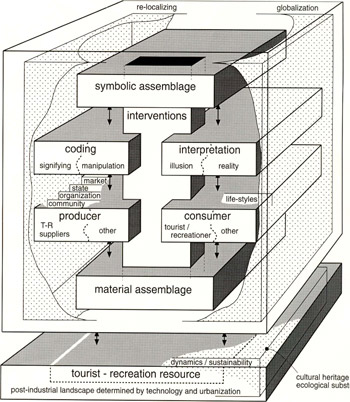
Figuur Transformatiemodel

Het transformatiemodel is een model ontwikkeld binnen de sociale wetenschappen voor het beschrijven en analyseren van veranderingsprocessen. Het is met name ontwikkeld om de effecten van de ingrepen van de mens in het landschap inzichtelijk te maken. In onderzoek is het toegepast bij de bestudering van de veranderingen onder invloed van recreatie en toerisme.
Toerisme en recreatie gaan gepaard met grote ruimtelijke veranderingen Dit model beschrijft een viertal essentiële transformatieprocessen die bij de vorming van het toeristisch-recreatieve product in het geding zijn. De toeristisch-recreatieve veranderingen in een plattelandsomgeving worden hier gebruikt om de vier transformatieprocessen te verduidelijken.

## Materiële reproductie door de producent
Boeren en boerinnen veranderen de oorspronkelijke agrarische hulpbron in agritoeristische producten. Ze bieden accommodatie en catering aan, ze verkopen producten van de boerderij, ze verhuren stallen en weilanden voor allerlei activiteiten, bieden mogelijkheden tot het beoefenen van kleine watersport (hengelen, kanovaren). Kortom ze veranderen rechtstreeks door deze activiteiten het uiterlijk van de omgeving waarin ze werkzaam zijn. Boer en boerin zijn overigens niet de enige die een bijdrage leveren aan de materiële transformatie van het platteland. Ook niet-agrariërs zien mogelijkheden hun inkomenspositie te verbeteren (cateringfaciliteiten, verhuur, gids, instructeur etc.)

## Symbolische reproductie door de producent
Het door de materiële reproductie tot stand gebrachte product is niet het product dat door de toerist wordt 'gekocht'. Wat gekocht wordt is het materiële product verpakt met een bepaalde symbolische lading. Men 'koopt' het gevoel in aanraking te komen met het 'authentieke' landleven, en de producenten zorgen ervoor dat de toerist daartoe de mogelijkheden krijgt. Toeristen mogen in aanraking komen met het dagelijkse leven op de boerderij. Dat kan een ontmoeting zijn met het reële normale leven van de agrariër, maar soms ook met een in scène gezet boerenleven (Engels: staged authenticity). De gastvrijheid kan behoren tot de alledaagse normen en waarden, maar kan ook gebracht worden als onderdeel van het te verkopen product. Lokale en regionale autoriteiten kunnen het verkopen van de 'rurale idylle' zeer nadrukkelijk naar voren laten komen in het promoten van 'het land waar het leven goed is'.

## Symbolische reproductie door de toerist
Niet zelden hebben toeristen een beeld van het platteland dat niet in overeenstemming is met de werkelijkheid. Het echte ruige, eenvoudige en vaak idyllische plattelandsleven, waar de tijd stil lijkt te staan, ver weg van het moderne hectische bestaan van de stad, zonder kunstmatigheid en overmatige aanwezigheid van technologie. Door deel te nemen aan deze wereld kunnen rurale toeristen een specifieke leefstijl tot uiting brengen. Plattelandstoerisme is dan een manier om je van anderen te onderscheiden.

## Materiële reproductie door de toeristen
Bezoekers van het landelijk gebied leveren een bijdrage aan de transformatie van zowel de fysieke omgeving als sociaal-culturele leefwereld. Hun gedrag in tijd en ruimte is zichtbaar en soms zelfs hinderlijk zichtbaar op concentratiepunten (bij attracties, parkeervoorzieningen of op geliefde routes).